# Porz (Trinkgefäß)

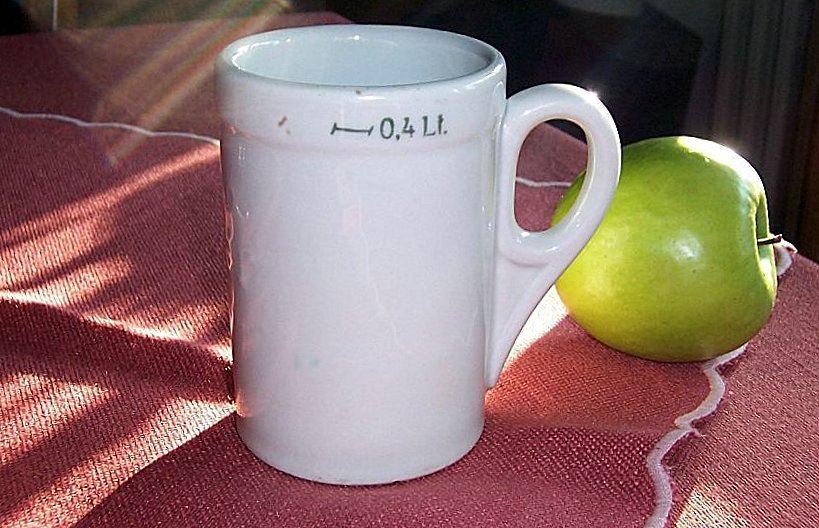
Eine Porz aus neuer Produktion für den häuslichen Gebrauch

Die Porz, seltener auch Viezporz, ist ein Trinkgefäß für den regionalen Apfelwein in der Südeifel, im Hunsrück, am unteren Saarverlauf (Saargau), im Moseltal rund um sowie in Trier. Diese Variante des Apfelweins wird als Viez bezeichnet. Traditionell wird er in Krügen zu 0,4 l gereicht. Seit der Wiederbelebung der Viezkultur sind außerdem 0,2-l-Gefäße in Gebrauch. Die Porz besteht klassisch aus weißem Porzellan, wird aber mittlerweile auch als günstigeres Steingut angeboten. Der Name leitet sich aus dem moselfränkischen Dialekt ab, in dem der traditionelle Werkstoff Porzellan zu Porz verkürzt wird.

## Eigenschaften

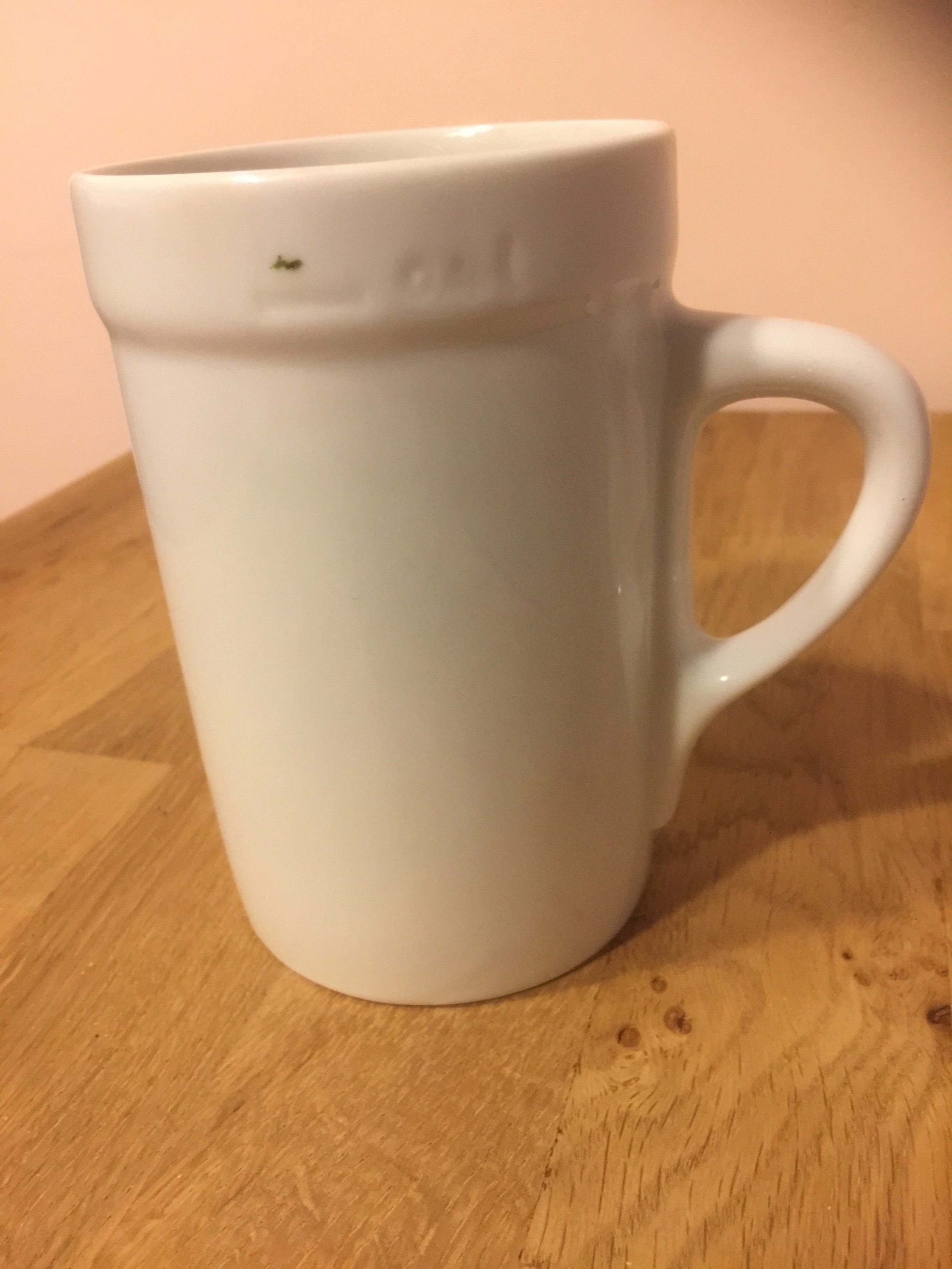
Porz mit 0,4 l Fassungsvermögen und außen angebrachtem Füllstrich

Der recht dicke Porzellankrug hielt auch im Sommer den im kühlen Keller gelagerten Viez länger kalt als etwa das im Frankfurter Raum gebräuchliche Schoppenglas. Zugleich wurde das Material – ebenso wie Glas – nicht durch den hohen Säuregehalt des Viez angegriffen. Dieser lag in der Vergangenheit zwischen 10 und 30 g/l. Zum Vergleich: Weißwein aus Trauben hat einen Säuregehalt von 4 bis 9 g/l. Der heutige Viez hat meist nur noch einen Säuregehalt von etwa 6 g/l bei einem Alkoholgehalt von ca. 6 bis 11 Vol.% und einer Restsüße von maximal 5 g/l.

## Herstellung
Die Porz wurde in der Region von mehreren kleinen Betrieben hergestellt. Als das Getränk immer mehr aus der Mode kam, blieben nur noch die Kunstkeramischen Werkstätten Gebrüder Plein in Speicher in der Südeifel übrig. Dort wurden die Krüge in Handarbeit gefertigt. Am Boden der Porz findet sich ein Stempel mit den Buchstaben „GPS“ für Gebrüder Plein Speicher. Im Zuge der Wiederbelebung der Viezkultur Mitte der 1990er Jahre wurde die Porz vermehrt im Ausland, vor allem in Rumänien und China, hergestellt. Tatsächlich ist das Unternehmen aus der Eifel der Monopolist für gewerblich verwendete Porzen.
Seit dem plötzlichen Tod von Firmeninhaber Walter Georg Plein im März 2021 wird über den Weiterbestand der Firma spekuliert. Aktuell sind die „Fischer Maates“ Porzen des Trierer Viezfest 2022 die letzten aus Pleiner Produktion.

## Erste juristische Auseinandersetzung
Ab 2007 kam es zu einer ersten juristischen Auseinandersetzung. Die bereits erwähnten Importkrüge waren erheblich günstiger als die Ware aus der Eifel. Um in der Gastronomie verwendet werden zu dürfen, müssen Trinkgefäße in Deutschland von der Physikalisch-Technischen Bundesanstalt in Braunschweig ein sogenanntes Schankgefäße-Herstellerzeichen erhalten. Auf Grund des § 45 der Eichordnung vom 12. August 1988 besaß nach eigenen Angaben nur Plein dieses Herstellerzeichen. Die Auseinandersetzungen gingen bis vor das Landgericht Trier, bis es schließlich 2012 zu einer außergerichtlichen Einigung kam. Seitdem dürfen für gewerblichen Ausschank nur noch die Produkte des Eifeler Herstellers verwendet werden.

## Zweite juristische Auseinandersetzung
Im Juli 2014 berichteten mehrere Medien, darunter auch die Bildzeitung, dass eine Verordnung der Europäischen Union traditionelle Trinkgefäße wie den hessischen Bembel oder die Trierer Porz verbieten werde. Der Grund, so die Presse, sei, dass diese Gefäße keinen innen angebrachten Füllstrich haben. Ein solcher sei jedoch technisch nicht zu verwirklichen, so der Hersteller aus Speicher. Ähnliche Diskussionen gab es bereits früher um andere Trinkgefäße wie den bayerischen Maßkrug aus Steingut. Selbst Ministerpräsidentin Malu  Dreyer schaltete sich in die Diskussion ein. Letztlich wurden in einer Neuordnung der Mess- und Eichverordnung durch den Bundesrat Ausnahmeregelungen für traditionelle Trinkgefäße wie den Bembel oder die Porz verfasst.

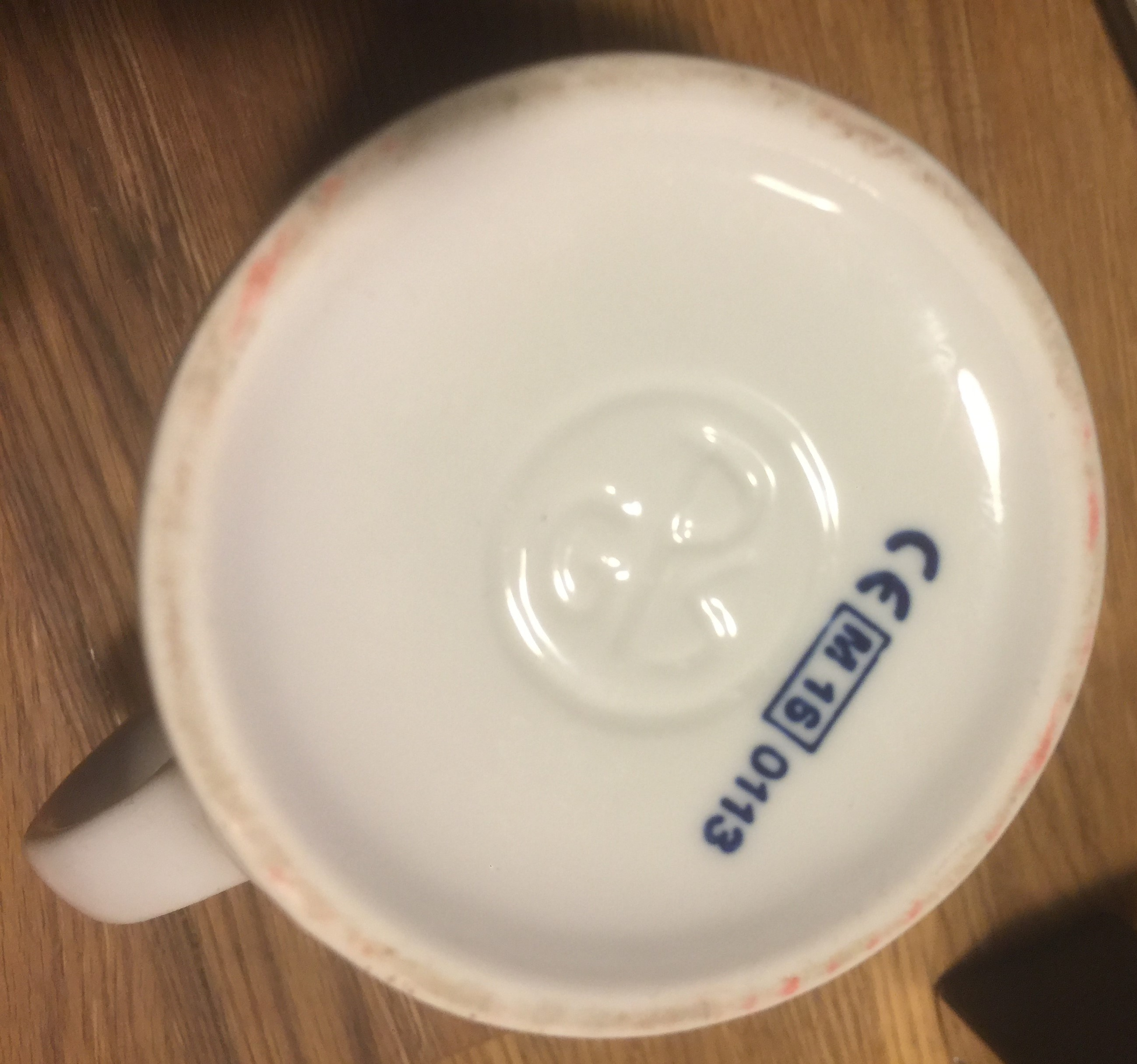
Boden einer Porz mit dem Stempel der Kunstkeramischen Werkstätten Gebrüder Plein, der für den Einsatz in der Gastronomie zugelassen ist

## Immaterielles Kulturerbe
Zu Beginn des Jahres 2021 startete eine Initiative mit dem Ziel, das einstige Arme-Leute-Getränk Viez zum immateriellen Kulturerbe nach Definition der UNESCO zu erheben. Der Vorschlag stieß in der Region auf große Resonanz. Damit würde alles, was mit der Herstellung, dem Konsum und der Trinkkultur des Viez zusammenhängt, Bestandteil des Kulturerbes werden, somit auch die Porz.